# Groșii Noi
Groșii Noi – wieś w Rumunii, w okręgu Arad, w gminie Bârzava. W 2011 roku liczyła 244 mieszkańców. 